# Districte de Sartène
El districte de Sartène és un dels dos districtes del departament de Còrsega del Sud, a l'illa de Còrsega. Té 1.819 km² i 33.672 habitants (1999). Té 14 cantons i 80 municipis i el cap del districte és la sotsprefectura de Sartène.

## Cantons
cantó de Bonifacio - cantó de Figari - cantó de Levie - cantó d'Olmeto - cantó de Petreto-Bicchisano - cantó de Porto-Vecchio - cantó de Sartène - cantó de Tallano-Scopamène